# Basilica di Santa Francesca Romana
La basilica di Santa Francesca Romana, anche nota come Santa Maria Nova, è una chiesa di Roma, situata di fronte al Colosseo, accanto alla Basilica di Massenzio. In questa chiesa è sepolto papa Gregorio XI.

## Storia
La chiesa fu costruita verso la metà del IX secolo, su di un preesistente oratorio, voluto da Papa Paolo I. A seguito del restauro del X secolo, ricevette la dedica alla Madonna e il nome di Santa Maria Nova per distinguerla dall'altra chiesa del Foro Romano avente la stessa dedica, Santa Maria Antiqua.
Il luogo dove si trova la chiesa era, secondo la tradizione, quello della morte di Simon Mago. Secondo la leggenda Simon Mago, volendo dimostrare di possedere poteri superiori a quelli di Pietro apostolo e di Paolo di Tarso, avrebbe levitato davanti ai due santi, i quali sarebbero caduti in ginocchio a pregare, causando la caduta e morte di Simone.
Nel XII secolo l'edificio fu sottoposto ad un'importante ristrutturazione, che vide l'erezione del campanile e la decorazione dell'abside. Con la traslazione delle reliquie di santa Francesca Romana nella cripta, nel XV secolo, la chiesa cambiò dedica per assumere quella attuale.
Quando nel 1870 Roma fu conquistata e divenne la capitale del Regno d'Italia, il nuovo Stato unitario espropriò varie proprietà ecclesiastiche, tra cui il monastero olivetano annesso alla chiesa (attualmente, solo una piccola parte dell'antico edificio religioso è abitato dai monaci). In questi spazi, agli inizi del XX secolo, l'archeologo Giacomo Boni ricavò l'Antiquarium Forense per esporvi i reperti provenienti dagli scavi del Foro.

## Descrizione

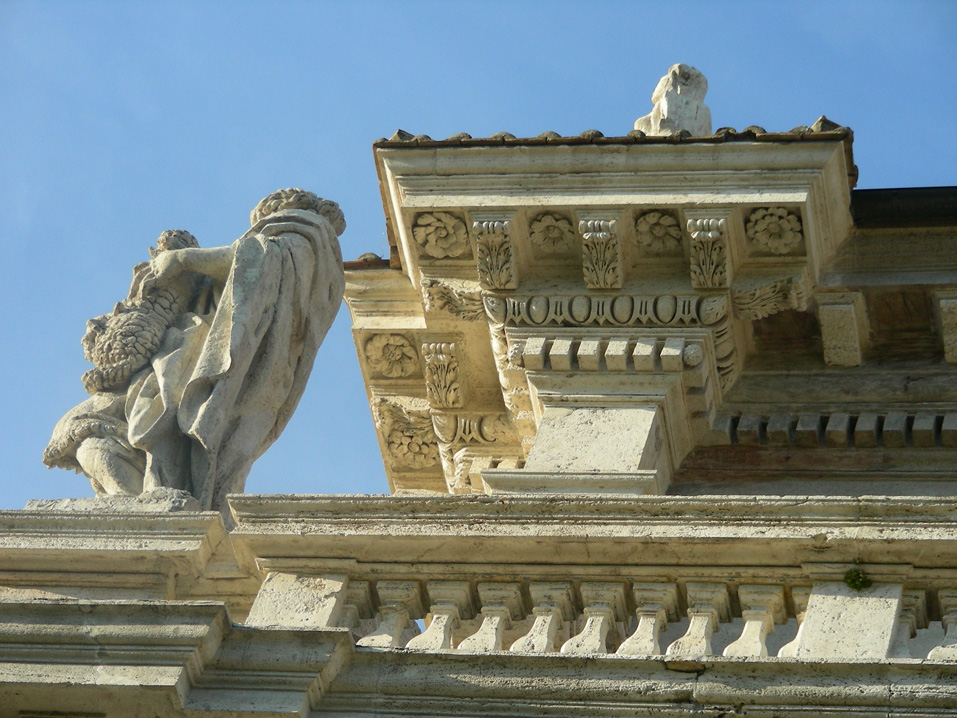
Decorazione della facciata

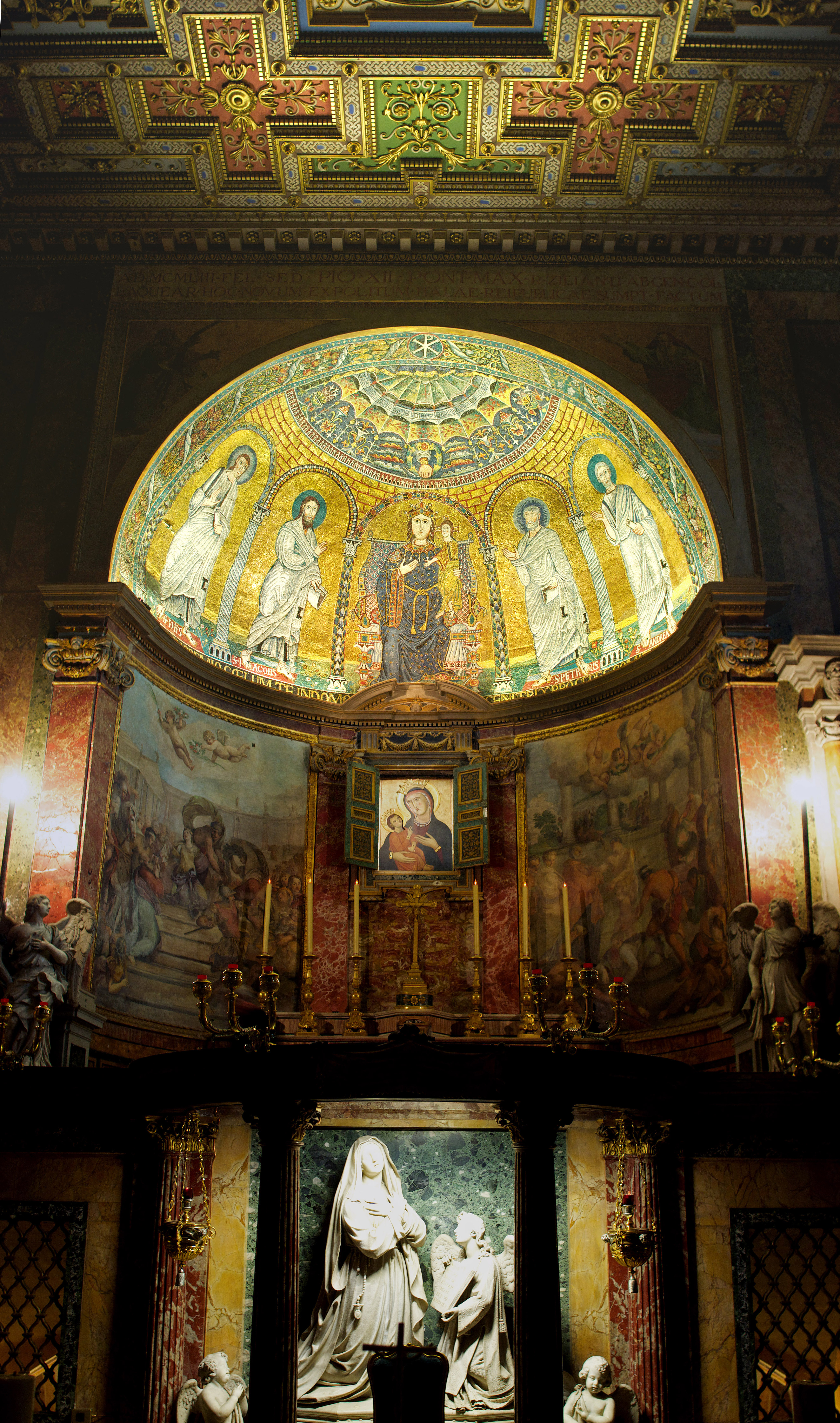
Vista dell'abside

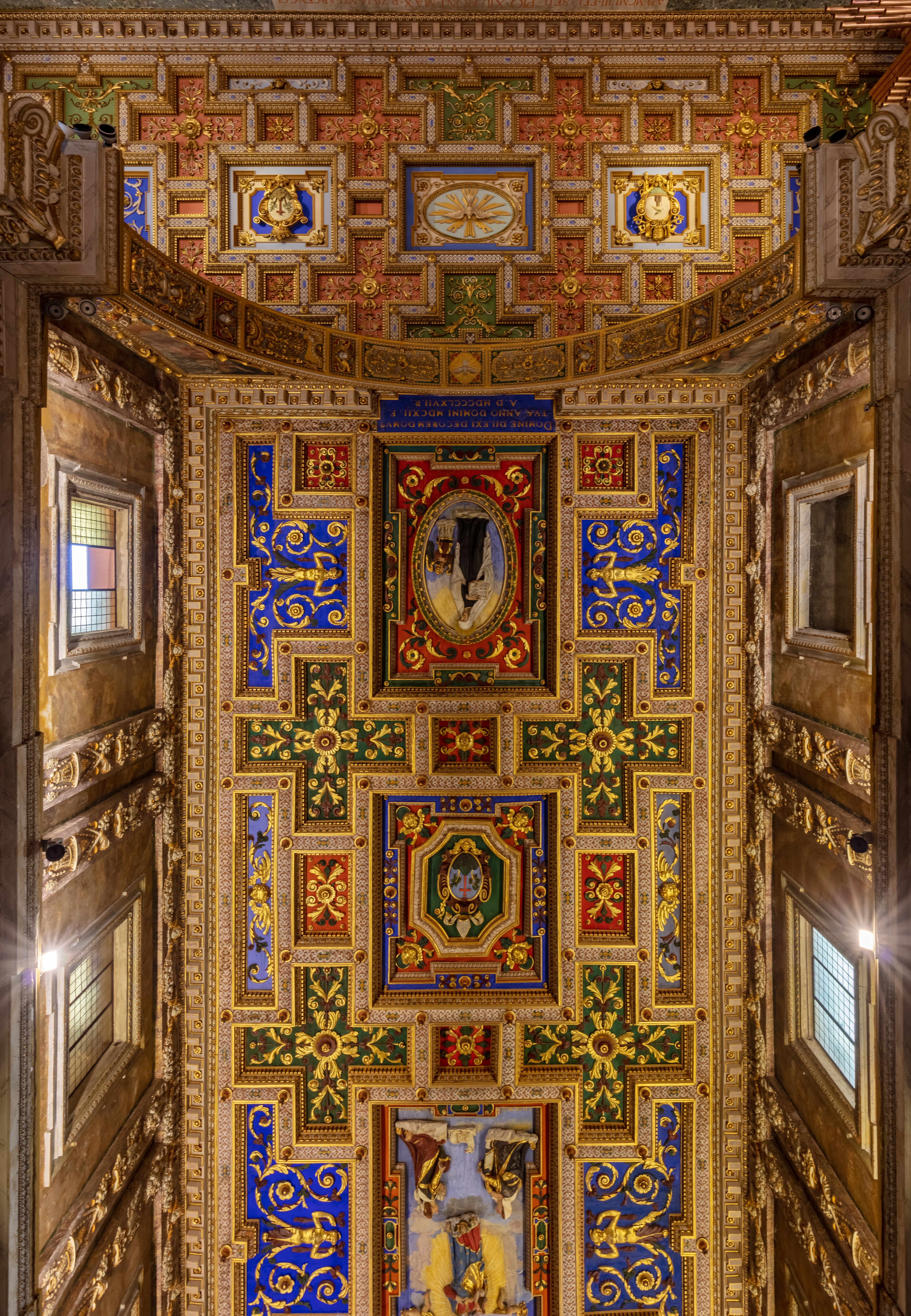
Soffitto

### Interno

#### Opere d'arte
Santa Francesca Romana ospita (nella sacrestia) un'antica icona della Madonna Odigitria ("che indica la Via"): risalente al V secolo, l'opera è stata qui traslata da Santa Maria Antiqua a causa del decadimento di quella chiesa.
L'immagine che si trova sull'altare maggiore è di scuola toscana del XII secolo. Per secoli era stata sovrapposta all'icona originale, e solo nel 1949 un delicato restauro ha riportato alla luce l'immagine proveniente da Santa Maria Antiqua.
Il mosaico absidale e quello dell'arco trionfale sono del IX secolo, epoca di costruzione della basilica.
Tra le altre opere, il Miracolo di san Benedetto, dipinto settecentesco di Pierre Subleyras, che si trova anch'esso nella Sacrestia, e, nella volta della prima cappella a destra, l'affresco - purtroppo rovinato - con i Dottori della Chiesa attribuito al celebre Melozzo da Forlì, pictor papalis.
Nella sacrestia è conservata anche la Trinità con il beato Bernardo Tolomei e angeli, dipinta da Giacinto Brandi tra il 1665 e il 1670.

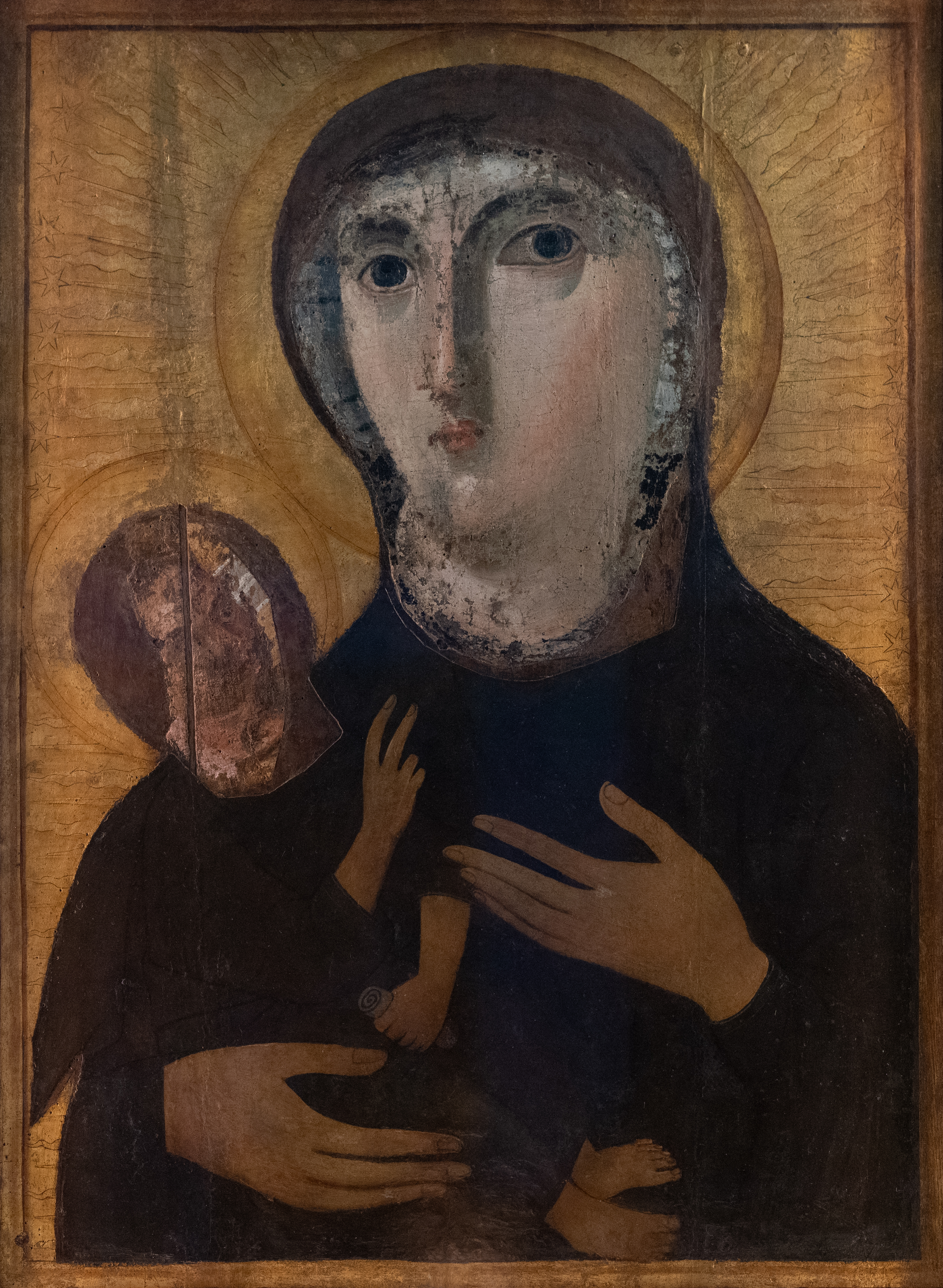
Madonna Odigitria

#### Sepolture
Nel transetto destro vi è la tomba di papa Gregorio XI, che riportò il papato a Roma da Avignone. È opera di Pietro Paolo Olivieri (1584). Il monumento è costituito da un pannello centrale che raffigura il ritorno del pontefice da Avignone a Roma il 17 gennaio 1377, affiancato da due colonne.
In questa chiesa venne sepolto il pittore Gentile da Fabriano nel 1427, ma della sua tomba non è rimasta traccia. Negli anni cinquanta del Novecento, tuttavia, è stata collocata sul pavimento della navata una lapide che ricorda la sepoltura del pittore fabrianese all'interno della basilica.